# Gordon Bennett (General)

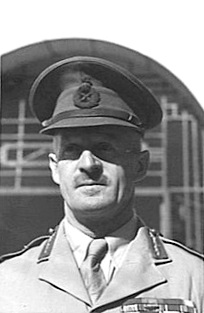
Generalmajor Gordon Bennett in Aleya, Syrien, 1941

Henry Gordon Bennett, CB, CMG, DSO (* 16. April 1887 in Balwyn bei Melbourne; † 1. August 1962 in Dural bei Sydney) war ein Generalleutnant der australischen Infanterie.

## Leben
Gordon Bennett besuchte die Balwyn State School und das Hawthorn College und arbeitete danach als Versicherungsangestellter bei der australischen Rentenversicherung. 1908 trat er der Miliz bei und wurde dem 5. Infanterieregiment zugeteilt. 1912 erhielt Bennett die Beförderung zum Major.

### Erster Weltkrieg
Kurz nach Ausbruch des Ersten Weltkriegs wechselte Bennett zur AIF und führte ab Oktober 1914 das 6. Bataillon in Ägypten als stellvertretender Kommandeur.
Am frühen Morgen des 25. April 1915 landete Gordon Bennett mit seinen Männern auf der Halbinsel Gallipoli (→ Schlacht von Gallipoli) und zog sich am Nachmittag bei Kämpfen an der Pine Ridge eine Verwundung zu. Nachdem er auf einem Lazarettschiff behandelt worden war, kehrte er auf eigenen Wunsch wieder an die Frontlinie zurück, was ihm den Ruf eines ehrenvollen und couragierten Anführers einbrachte. Am 8. Mai waren seine Soldaten an den Angriffen auf türkische Stellungen bei Krithia beteiligt, was in einem Desaster mit hohen Verlusten endete. Am nächsten Tag erhielt Bennet eine Beförderung zum Oberstleutnant als Brevet-Rang und übernahm das Kommando über das 6. Bataillon.
Während der ersten Einsätze an der Westfront in Europa wechselte Gordon Bennett des Öfteren zwischen den Aufgaben eines Bataillons- bzw. Brigadekommandeurs. Nach seiner Hochzeit mit Bessie Buchanan im November 1916 erhielt er, wiederum als Brevet-Rang, die Beförderung zum Brigadegeneral und bekam im Dezember nun endgültig das Kommando über die 3. Brigade übertragen. Mit 29 Jahren war Bennett der jüngste General der australischen Armee aller Zeiten. Seinen Ruf, ein herausragender Frontkommandeur zu sein, konnte Bennett bei weiteren Einsätzen in Bullecourt, bei Passendale (→ Dritte Flandernschlacht) und an der Hindenburg-Linie stärken. Bei seinen Untergebenen war er allerdings umstritten; er galt als ein neidischer, reizbarer und missmutiger Mensch.

### Zwischenkriegszeit
Nach Kriegsende arbeitete Bennett als Bekleidungsfabrikant und Buchhalter. Zusätzlich saß er im Vorstand der Wiedereingliederungsbehörde und wurde 1928 einer der drei Verwaltungskommissare von Sydney. Zwischen 1931 und 1933 saß er der New South Wales-Arbeitgeberkammer vor. Seine militärische Laufbahn vernachlässigte Bennett in dieser Zeit auch nicht und übernahm 1926 das Kommando über die 2. Division. Jedoch war seine Enttäuschung groß, als er nach Beginn des Zweiten Weltkriegs kein Einsatzkommando der AIF übertragen bekam.

### Zweiter Weltkrieg

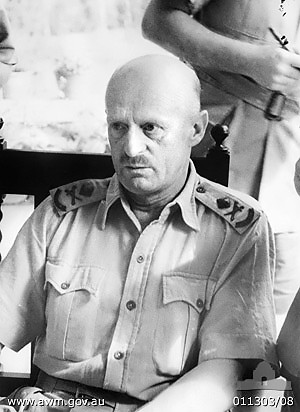
Generalmajor Gordon Bennett in Malaysia im Februar 1942

Im September 1940 erhielt Bennett schließlich das Kommando über die 8. Division. Das Oberkommando der AIF schickte ihn mit der Division 1941 auf die malaiische Halbinsel zur Unterstützung der dort stationierten britischen Einheiten.
Nachdem am 8. Dezember 1941 die Japaner an Stränden der Halbinsel in Thailand und Malaysia gelandet waren, gelang es Gordon Bennet ebenso wenig wie seinen britischen Offizierskameraden, deren schnellen Vormarsch nach Süden bis nach Singapur aufzuhalten. Die Kapitulation erfolgte am 15. Februar 1942. Bennett übergab das Divisionskommando, um anschließend die Halbinsel zu verlassen.
Einige seiner Unterstützer begrüßten Bennetts Entscheidung, doch viele hielten ihm vor, mit seinen neu erworbenen Erfahrungen im Kampf gegen die japanische Armee zu früh aufgegeben zu haben. So erhielt Generalleutnant Gordon Bennett im weiteren Kriegsverlauf kein weiteres aktives Kommando und musste seinen Traum, Oberkommandierender der australischen Armee zu werden, endgültig begraben. Im April 1942 übernahm er das III. Korps in Perth und wurde am 9. Mai 1944 der Offiziersreserve zugeteilt.

### Nach dem Krieg
Gordon Bennett zog sich nach seiner aktiven Militärzeit aufs Land zurück und bestellte eine Farm in der Nähe von Sydney. Am 1. August 1962 verstarb er in Dural bei Sydney.